# Гребенская (станция)
Гребенская — железнодорожная станция Сахалинского региона Дальневосточной железной дороги.

## История
Станция открыта в 1928 году составе пускового участка Долинск — Макаров.
20 августа 1945 года освобождена советскими войсками.
Современное название станция получила в 1947 году, вероятно по окружающим горам в форме гребня.

## Деятельность
По состоянию на декабрь 2012 года пассажирские поезда на станции не останавливаются. Грузовые операции по станции не предусмотрены.